# Křivoklátský expres
Křivoklátský expres či Křivoklát expres je marketingové označení zvláštního spěšného historického vlaku Českých drah, který je od roku 2003 veden několikrát ročně v trase Praha-Braník – Praha-Vršovice – Praha-Smíchov – Beroun – Křivoklát, letní a podzimní jízdy jsou prodlouženy až do Lužné u Rakovníka. V roce 2019 vlak jezdil jako R 17781/17780.

## Termíny jízd
Jezdí několikrát ročně u příležitosti víkendových a svátečních akcí konaných na hradě Křivoklátě (Velikonoce na Křivoklátě, letní Křivořezání, podzimní Křivoklání a v prosinci Advent na Křivoklátě), a to dopoledne ve směru z Prahy na Křivoklát a k večeru zpět; mezitím souprava služebně dojede jako soupravový vlak z Křivoklátu do Rakovníka a zpět. V Berouně vlak úvraťově mění směr jízdy, a proto část cesty jede lokomotiva vždy tendrem napřed.

## Sestava
Vlak je vždy veden parní lokomotivou, ovšem sestava vlaku je pokaždé jiná. Nejčastěji[zdroj?] byl veden modrou lokomotivou Albatros 498.022 s tendrem 935.015, kterou však někdy nahradí jiná lokomotiva, například Čtyřkolák 434.2186 v prosinci 2007, 556.036 v srpnu a říjnu 2012 nebo Šlechtična 475.179 o Velikonocích 2011 a opakovaně v roce 2012.
Soupravu tvoří převážně osobní vozy s dřevěnými lavicemi ze 40. let, známé podle výrobce pod označením Rybák (řada Be a Ce), někdy též vozy Bam, patrové vozy Bp (novějším označením Bpjo či Btjo), obvykle též nějaký služební vůz, např. Dsd, Ds (Daak) či Da, a v některých letech i jiné historické vozy (Bai, SR, ABa, Ae, Aa, Bmto). Některé z vozů jsou upraveny jako bufetové vozy. Vzhledem k délce vlaku někdy až 20 vozů zastavuje v zastávce Křivoklát obvykle dvakrát, vždy částí soupravy.

## Tarif
Na vlak platí pouze speciální jízdenka. V roce 2012 stála obousměrná jízdenka pro trasu Praha – Křivoklát 240 Kč (jednosměrná 200 Kč) plus 20 Kč za povinnou místenku, děti a rodiny mají speciální slevy, dále platí slevy pro ZTP, důchodce, žáky a roční síťová jízdenka. Pro trasu Křivoklát – Lužná stojí zpáteční jízdné 100 Kč a jednosměrné 60 Kč. Na zpáteční a rodinné jízdenky je poskytována 50% sleva na prohlídku hradu Křivoklát.

## Fotogalerie

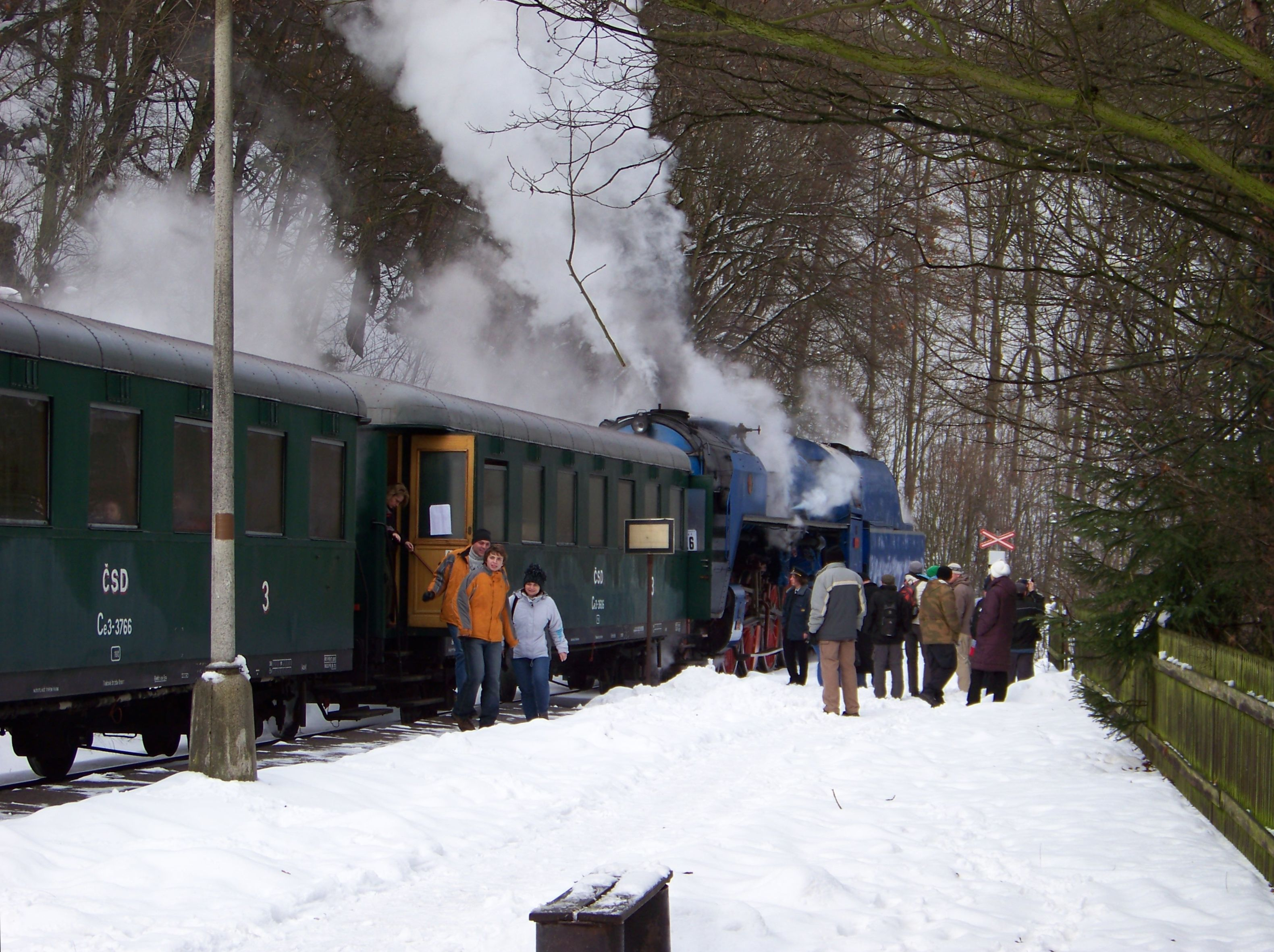
Výstup z vlaku v zastávce Křivoklát, prosinec 2011
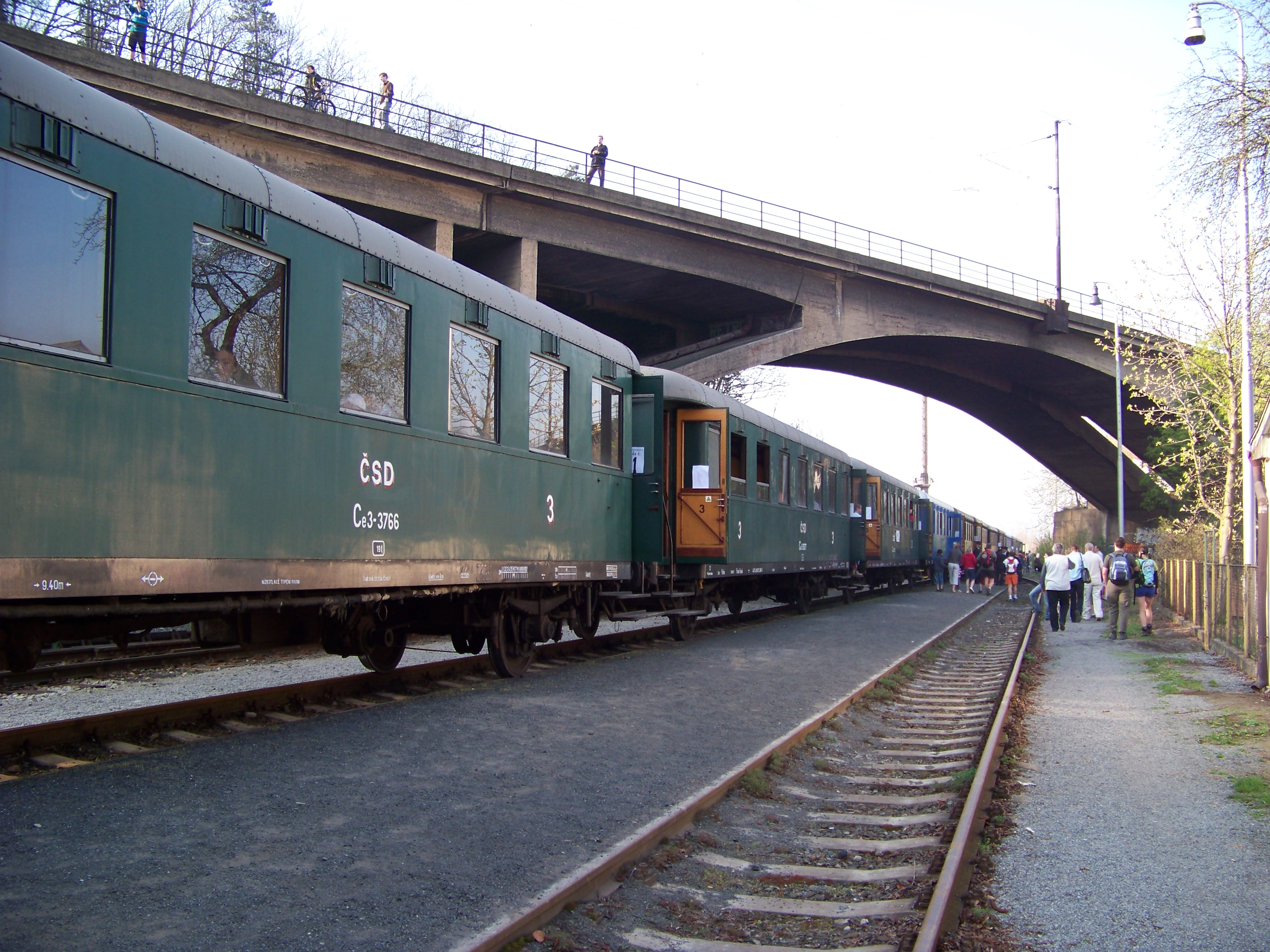
Zadní část vlaku ve stanici Praha-Braník, duben 2009
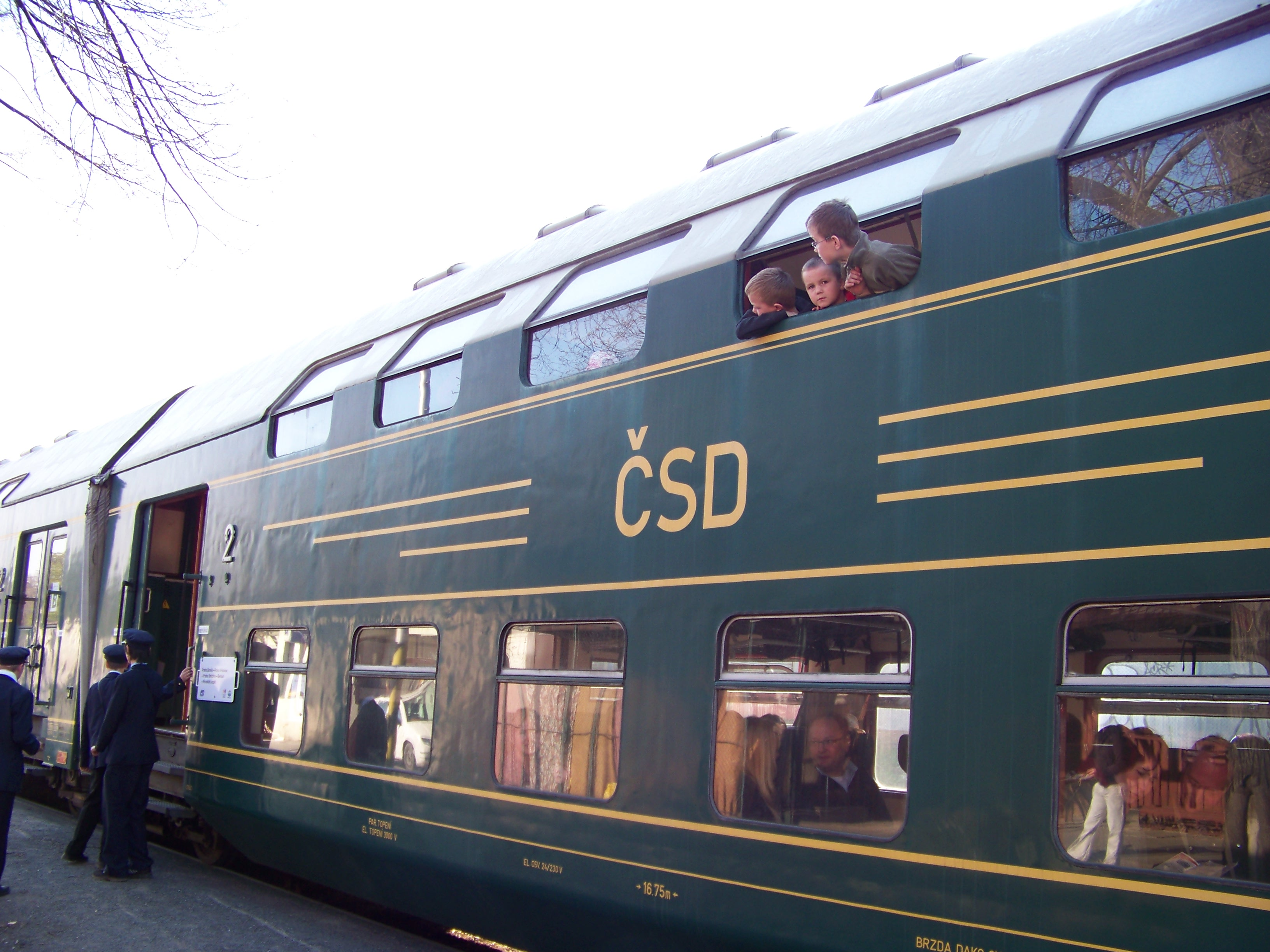
Patrový vůz v dubnu 2009
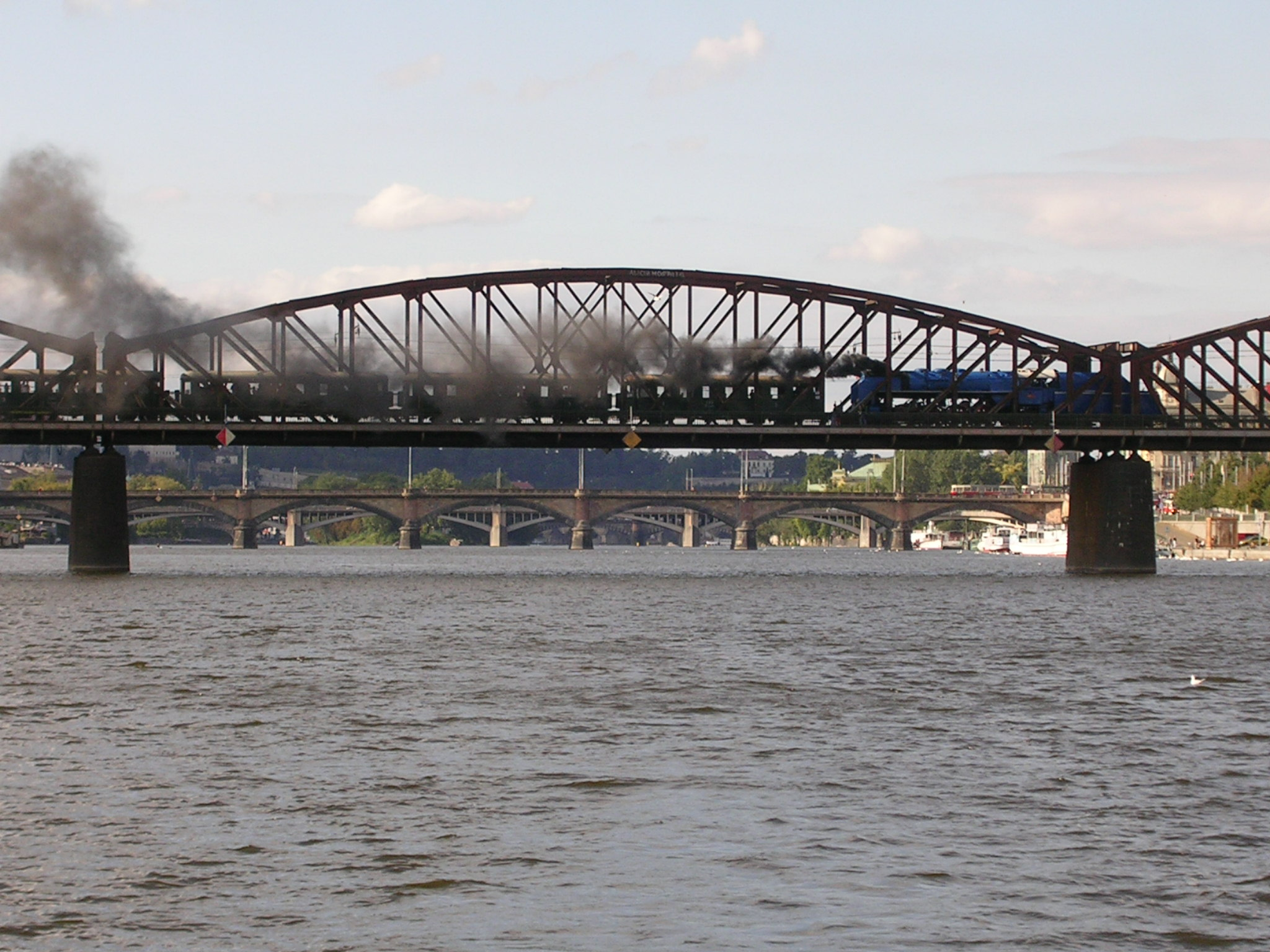
Návrat vlaku do Prahy, 9. srpna 2008.